# Сосницкая, Маргарита Станиславовна
Сосницкая Маргарита Станиславовна (родилась 22 декабря, с. Рудовка, Луганская область) — поэт, писатель и публицист.

## Биография
Родилась в с. Рудовка Луганской обл.
Начала писать стихи в 1976 г.
В 1985 г. закончила Литературный институт им. Горького на отделении перевода.
После выхода повести «Званый обед» на итальянском языке в издательстве, опубликовавшем «Доктора Живаго», были напечатаны отрывки из этой повести в журналe «Наш современник», № 3, 1994.
Опубликовала три поэтических сборника «Опиум отечества» (1992 г.), «Поэзия» (1998 г.), «Молоко Жаръ-птицы» (2011 г.), в Москве,  "Молчание Кассандры" (2014 г.).
Сборник рассказов «Записки на обочине» (2002 г.), статей «Трава под снегом» (2004 г.), Книга Притч (2008 г.) вышли в издательстве «Советский писатель», Москва. О сборнике рассказов писатель старшего поколения А. Н. Жуков сказал: «Превосходная книга, прекрасная ещё и тем, что написана хорошим, чистым русским языком, отточенным большой поэтической практикой талантливой писательницы. Но рассказ о её стихах требует отдельного разговора…» 
Роман «София и жизнь»(2003 г.) и сборник прозы «Чётки фортуны» (2008), куда вошли повесть «Роковая сделка», отрывок из романа «Битва розы», новеллы и рассказы выпущены издательством «АСТ, Астрель», Москва. Целиком роман опубликован журналом «Наше поколение», 2011—2012 гг., Кишинёв. Там же, № 3/2010, (и в «Слове») опубликована документальная повесть «Лев и Меч или Блеск и нищета российского гарибальдийца»(одноименная статья)
Несколько десятков статей о выдающихся деятелях искусства и культуры таких, как С. Крушельницкая, Т. де Лемпицка, М. Олсуфьева, Ч. де Габриак, Паоло Трубецкой, Л. И. Мечников, И. С. Лукаш, В. Ф. Даувальдер, П. И. Харитоненко, Ф. Лефорт ,Гребенщиков Г. Д., по литературоведению и лингвистике, а также беллетристика появлялись на страницах журналов «Слово», «Москва», «Юность», «Философия хозяйства» (МГУ), «Русская жизнь», «Дон», «Бийский вестник», «Постскриптум» (СПб), «Тамыр» (Казахстан), «Мрія», «Дикое поле», «Крылья» (Украина) и в зарубежных изданиях, в числе которых книга эссеистики «Язык — свидетель», изд. «Арахна», 2011,Рим. В русском приложении журнала "ТичиноМенеджмент" (Лугано)  опубликована серия статей о российско-швейцарских культурных отношениях: о династии архитекторов Бернардацци на службе России, о бароне Э.А. Фальц-Фейне, о баритоне Жорже Бакланове, писателе П. Д. Боборыкине.  Принимала участие в коллективных сборниках «Русские в Италии», изд. «Русский путь», 2006, Москва, «Гайто Газданов в контексте русских и западноевропейских литератур», изд. ИМЛИ РАН, 2008, Москва и др. и сотрудничала с энциклопедиями Annuario Enciclopedie 1994 и 1995 Rizzoli ed.; Dizionario della Letteratura Universale , F.Motta ed., Том 6, 1998, Милан. Два сборника "Сказки нашего времени" изданы  в 2016 и 2019 гг. совместно с Еленой Глазковой. 
Член Союза Писателей России.

### Публикации в литературных журналах
- «София и жизнь». Роман, «Москва» № 11,12, Москва, 2002
- «Институт интеграции». Повесть, «Постскриптум» № 1, СПб., 1998
- «На каком языке говорим. Некоторые заметки об иностранных языках на фоне русского», «Москва» № 9,Москва, 2002
- «Званый обед». Отрывок из повести, «Наш современник» № 3, Москва, 1994

### Книги
- «Званый обед» (на итальянском языке), изд. Feltrinelli", Milano, 1991 — ISBN 88-07-70013-1
- «Поэзия» Сборник стихотворений, Внешсигма, Москва, 1997
- «Записки на обочине» Pассказы, Советский писатель, Москва, 2002 — ISBN 5-265-06176-2
- «София и жизнь» Роман, АСТ : Астрель, Москва, 2003 — 10000 экз. — ISBN 5-271-05462-4 (Астрель). — ISBN 5-17-017218-4 (Аст).
- «Трава под снегом», Советский писатель, Москва, 2004 - ISBN 5-265-06302-1
- «Книга Притч», Советский писатель, Москва, 2008 г. - ISBN 978-5-265-05750-1
- «Четки фортуны» Сборник прозы, АСТ : Астрель, Москва, 2008 — 3000 экз. — ISBN 978-5-17-052745-8 (АСТ). — ISBN 978-5-271-20499-9 (Астрель).
- "Сказки нашего времени", совместно с Е.М. Глазковой, Нонпарелъ, Москва; 2016 - 300 экз. - ISBN 978-5-9903549-3-4
- "Сказки нашего времени" 2, совместно с Е.М. Глазковой, Мини Тайп, Ростов-на-Дону;- 300 экз. - ISBN 978-5-98615-383-4